# Heinrich von Stiten († 1588)
Heinrich von Stiten (* in Lübeck; † 4. September 1588 ebenda) war Ratsherr der Hansestadt Lübeck.

## Leben
Heinrich von Stiten war Sohn des Lübecker Bürgers Hartwig von Stiten und gehörte der Lübecker Ratsfamilie von Stiten an. 1564 wurde er gemeinsam mit dem nur namensgleichen und nicht verwandten Franz von Stiten in den Lübecker Rat berufen. Er war mehrfach Kämmereiherr der Stadt. 1580 wurde er Mitglied der patrizischen Zirkelgesellschaft in Lübeck. Als Vertreter des Lübecker Rats übergab er dem Geistlichen Ministerium Lübecks unter Superintendent Andreas Pouchenius dem Ältern am 19. Dezember 1580 die Konkordienformel zur Unterzeichnung.
Heinrich von Stiten war mit Katharina, einer Tochter des Ratsherrn Johann Lüneburg († 1531) verheiratet. Er bewohnte das Hausgrundstück St.-Annen-Straße 2 in Lübeck (heute bebaut mit dem Logenhaus) und war Besitzer des Gutes Schönböken vor den Toren der Stadt.